# Šentjur
Šentjur – miasto w Słowenii, około 11 km od Celja, siedziba gminy Šentjur. W 2018 roku liczyło 4828 mieszkańców. Ośrodek przemysłu spożywczego i chemicznego.